# Vườn quốc gia Alexander Morrison
Vườn quốc gia Alexander Morrison là một vườn quốc gia nằm ở phía tây của tiểu bang Tây Úc (Úc), nó nằm cách 207 km (129 dặm) về phía bắc thành phố Peth. Công viên rộng 8.500 ha và được chính thức công nhận là Vườn Quốc gia vào năm 1970. Nó được đặt tên theo Alexander Morison